# Escudo de armas del estado Trujillo
Es el escudo oficial de ese estado andino del occidente de Venezuela.

## Historia
Data de 1905, el dibujo es obra del periodista e intelectual Br. Pompeyo A. Oliva (1863 – 1933), natural de la población de San Lázaro, capital de la Parroquia Andrés Linares, del Municipio Trujillo (Trujillo) triunfador en el certamen promovido al efecto por el Ejecutivo del Estado Trujillo bajo la Presidencia -así se llamaba en la época lo que es hoy el gobernador- del señor Pedro Araujo Briceño.
A tal efecto, el 31 de julio de 1905 la revista El Castillo, editada en Valera por monseñor Miguel Antonio Mejía, anuncia con entusiasmo la conclusión del certamen. Escribe: "Al certamen heráldico promovido para formar el Escudo de Armas, concurrieron muchos artistas inspirados en los gloriosos blasones que tiene el Estado en las páginas luminosas de la historia. Y Valera que parece muerta porque duerme el sueño de su juventud, evocó entusiasmada a sus hijos pensadores. El Jurado del certamen después de varias sesiones en que hubo la discusión madura, y se tuvieron en cuenta todos los principios de la estética y del arte, adjudicó el primer premio al Escudo presentado por el modesto Director de Cosmos, Br Pompeyo A. Oliva; y el segundo al del laborioso joven Simón Tagliaferro h."

## Descripción

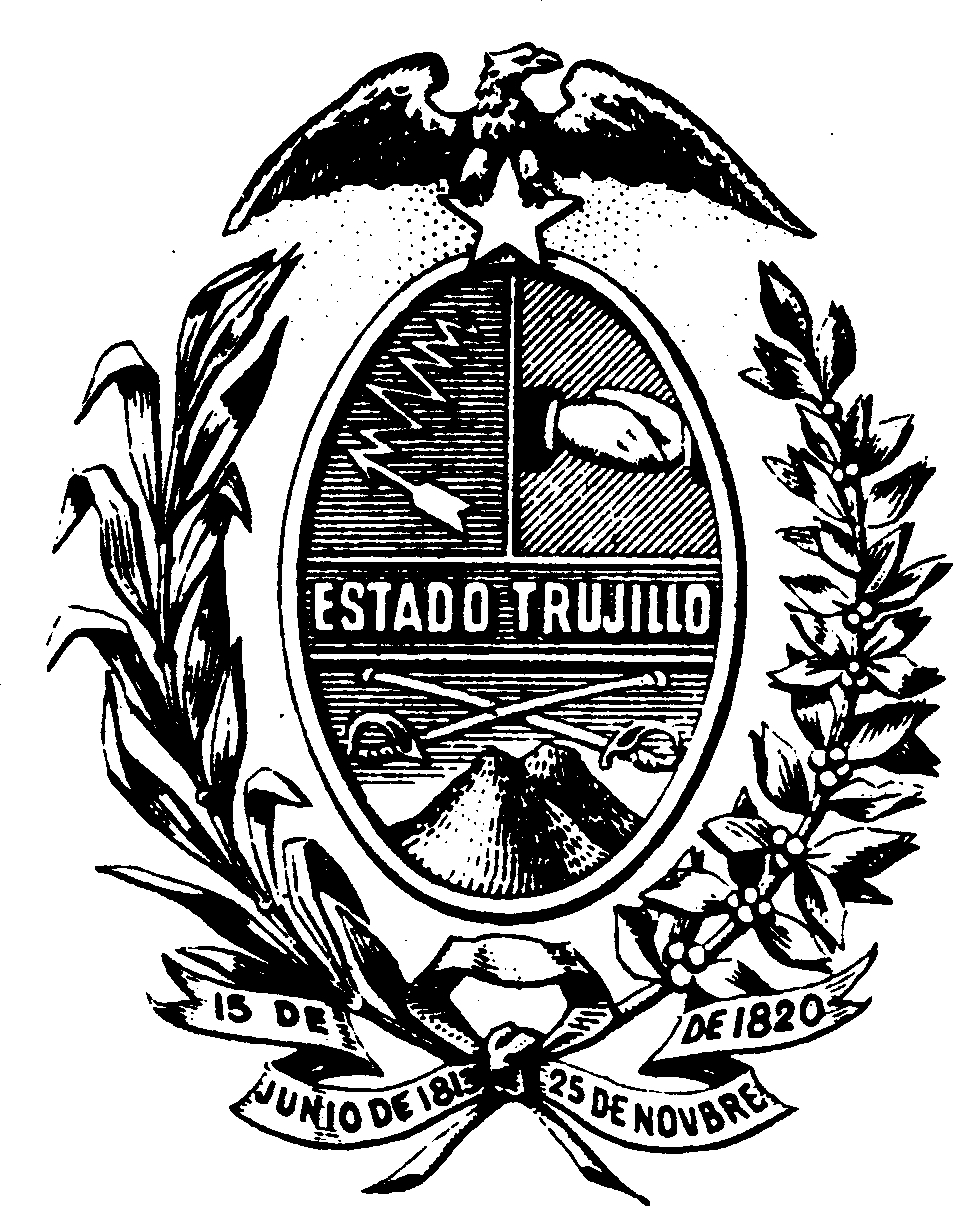
Escudo del Estado publicado en 1924. No se observa la espiga de trigo.

El Escudo afecta en su figura general la forma elíptica, al lado derecho de quien lo lee se encuentra una rama de café y una rama de caña de azúcar al izquierdo de quien lo lee, todo en sus colores naturales, con una espiga de trigo que une a los referidos ramos para representar con estos símbolos las principales producciones del Estado. En la parte inferior, a manera de lazo, tiene una cinta de plata con las siguientes inscripciones: 15 de junio de 1813 y 25 de noviembre de 1820, fechas que se refieren la primera, a la proclama de Guerra a Muerte dictada por Bolívar en la ciudad de Trujillo, y la segunda, al armisticio y la regularización de la guerra, llevados a la letra del Tratado en los días 25 y 26 de noviembre del mentado año 20 en la misma ciudad de Trujillo, actos que culminan en Santa Ana, el 27 siguiente, con el abrazo de los dos grandes capitanes de la contienda: Bolívar y Morillo.
En la parte superior del escudo, va un águila de color de bronce, con las alas desplegadas, que sostiene en sus garras una estrella color de oro; el águila es signo de altivez, que recuerda a una de las siete provincias que proclamaron la Independencia de Venezuela.
La parte interna está dividida en tres cuarteles, separados por una ancha faja, imitación del metal amarillo, en la que se lee, horizontalmente, el nombre: Estado Trujillo, en letras de color blanco, con esta combinación se alude a las riquezas que guarda nuestro pueblo.
El cuartel izquierdo superior, sobre fondo blanco o plata, ostenta un rayo en forma fulgurante de zig-zag, de cuyo extremo inferior nace una pluma extendida. El conjunto expresa la proclama de Guerra a Muerte y la luz de la intelectualidad trujillana.
El cuartel derecho superior, está grabado sobre esmalte amarillo, contiene dos manos enlazadas, de mangas azul y rojo respectivamente, para formar con el fondo el pabellón nacional y significar, al propio tiempo, la entrevista de Bolívar y Morillo en Santa Ana.
Finalmente, el cuartel inferior contiene una colina, que representa el glorioso campo de Niquitao, donde el general José Félix Ribas, venció al jefe realista coronel José Martí, el 2 de julio de 1813. Sobre dicha colina se extienden dos sables cruzados, que simbolizan el valor de los hijos de Trujillo. El fondo de este cuartel es de color rojo vivo, como la sangre que generosamente derramaron los patriotas Trujillanos en defensa de la libertad, independencia y soberanía de la patria y Lema En Centro del Escudo Dios dio Patria Por Trujillo.

## Usos
El Escudo es igual para todas las oficinas públicas del Estado y su medida es de veintitrés centímetros en su mayor anchura. Se colocara en puesto de honor en el salón de sesiones de la asamblea Legislativa, en el Despacho del Gobernador del Estado, en las Escuelas Estatales y en todas las demás oficinas públicas dependientes del ejecutivo regional.
El Sello del Estado Trujillo, según la ley que citamos, está representado por una figura elíptica, rodeado por una orla dentada o punteada, que mide cincuenta y cinco milímetros en su mayoría anchura; lleva esculpido en el fondo el Escudo de Armas del Estado y sirve especialmente para dar autenticidad, fuerza y vigor a los emanados de los Poderes Públicos del Estado. En su parte superior contiene las siguientes inscripciones: “República de Venezuela. Estado Trujillo.”. En la parte inferior, cuando se trate de actos emanaos de la Asamblea Legislativa, dirá, además: “Poder Legislativo”, y cuando emane del Poder Ejecutivo, la leyenda será, según los casos: “Poder Ejecutivo del Estado”, “Gobernación” o “Secretaría General de Gobierno” y la mención de la Dirección respectiva.